# Dead End Run
Pour plus de détails, voir Fiche technique et Distribution.
Dead End Run est un film japonais réalisé par Sogo Ishii, sorti le 18 octobre 2003.

## Synopsis
Un homme est poursuivi par une danseuse décédée. Un tueur à gages en poursuit un autre. La police traque un malfrat qui se réfugie sur le toit d'une maison et prend en otage une jeune fille qui s'apprêtait à se suicider. Tous trouvent la mort dans la même impasse.

## Fiche technique
- Titre : Dead End Run
- Réalisation : Sogo Ishii
- Scénario : Sogo Ishii
- Production : Yoshiya Nagasawa
- Musique : Hiroyuki Onogawa
- Photographie : Inomoto Masami
- Montage : Sogo Ishii et Masaki Inoue
- Pays d'origine : Japon
- Langue originale : Japonais
- Format : Couleur - 1.85:1 - DTS - 16 mm
- Genre : Thriller et action
- Durée : 59 minutes
- Date de sortie : 18 octobre 2003 (Japon)

## Distribution
- Tadanobu Asano
- Masatoshi Nagase
- Yūsuke Iseya
- Urara Awata
- Jun Kunimura
- Ken Mitsuishi
- Yoji Tanaka
- Mikako Ichikawa

## Autour du film
- Le film est en réalité une succession de trois courts métrages, respectivement intitulés Last Song, Shadows et Fly.
- La piste audio est en 16.3ch, technique spécialement mise au point pour Dead End Run.